# Adam Michnik
Adam Michnik (Pools: [ˈadam ˈmixɲik]) (Warschau, 17 oktober 1946) is een Pools publicist, essayist, schrijver, historicus en ten tijde van de Volksrepubliek Polen politiek activist.

## Jeugd en latere leven
Adam Michnik werd geboren in een joods gezin. Hij verkoos het zichzelf te beschrijven als een Pool van Joodse afkomst. Hij had een Joodse vader maar geen Joodse moeder. Zijn vader was journalist en communistisch activist maar vanaf de jaren zestig dissident. Zijn moeder was historica, lerares en eveneens actief communist. Zijn halfbroer (aan moeders kant), Stefan Michnik, was een rechter in de jaren vijftig in de stalinistische periode en wordt beschuldigd van het passeren van doodvonnissen op Poolse verzet soldaten. Hij werd gedwongen om te emigreren na maart 1968. Daarna steunde hij het anticommunistisch maatschappelijk verzet. Zijn halfbroer (aan vaders kant), Jerzy Michnik (geboren in 1929), vestigde zich na 1957 in Israël en vervolgens in New York. Een deel van zijn familie kwam om tijdens de holocaust.
In 1965 werd Michnik geschorst als student van de Universiteit van Warschau wegens het verspreiden van een open brief aan de leden van de Poolse Verenigde Arbeiderspartij (PZPR) waarin werd gepleit voor een 'reparatie' van het Poolse politieke systeem. In 1966 werd hij voor de tweede keer geschorst voor het organiseren van een discussie met verbannen voormalige leden van de PZPR.

## Spreker/auteur
Na een korte periode in Parijs keerde Michnik in 1977 terug naar Polen en werd betrokken bij het Comité ter Verdediging van Arbeiders (KOR) en werd medewerker en redacteur van een aantal ondergrondse publicaties zoals Biuletyn Informacyjny, Zapis, Krytyka. Hij was van oorsprong historicus, en speelde in de jaren zestig, zeventig en tachtig een prominente rol in het verzet tegen het communistische regime in zijn land, onder meer als medeoprichter van de KOR. In 1989 hielp Michnik bij de organisatie van de rondetafelgesprekken tussen de autoriteiten en oppositie. Na de val van de communistische regering werd hij medeoprichter en redacteur van Gazeta Wyborcza, een van de grootste kranten van Polen. Gazeta Wyborcza was ooit begonnen als een illegaal stakersblaadje. Van 1989 tot 1991 was hij lid van het parlement.
Hij hielp ook het beheer van de ondergrondse uitgever Nowa. Zijn inzicht in de rol van de Kerk in de Poolse traditie heeft de weg geplaveid voor een werkbare toenadering tussen de krachten van de oppositie gedurende het communistisch regime. Deze verbintenis leidde tot de oprichting van de beweging Solidariteit, de eerste onafhankelijke vakbond in Oost-Europa. Onder meer Adam Michnik zorgden voor de ideologische onderbouwing en bedachte een uitgekiende strategie en werd adviseur van de onafhankelijke vakbond Solidariteit.
Tot op vandaag, is hij een toonaangevende figuur in het academische leven en de Poolse uitgeversbranche.

## Gevangenisstraf
In totaal bracht hij zes jaar van zijn leven in de gevangenis door. In maart 1968 vonden studentenprotesten plaats, verspreid over de campussen en grote steden van Polen. Voor zijn betrokkenheid werd Michnik opnieuw uitgesloten van de universiteit. Hij werd veroordeeld tot drie jaar gevangenisstraf wegens vandalisme en terug vrijgelaten in 1986 onder een amnestie.
In december 1981 werd de noodtoestand uitgeroepen. Michnik werd in hechtenis genomen en beschuldigd van een poging tot 'omverwerping van het socialisme'. Hij werd vrijgelaten in 1984, maar werd het volgende jaar teruggestuurd naar de gevangenis wegens een poging om een staking in de scheepswerf van Gdansk te organiseren.

## Erasmusprijs
In 1994 hield hij in Rotterdam een Pierre Bayle-lezing en in 2001 ontving hij samen met de Italiaanse schrijver Claudio Magris de Erasmusprijs, uit handen van de Nederlandse prins Bernhard, omdat zij elk, zowel in hun essays als in hun optreden, het grote maatschappelijke belang zichtbaar maken van het besef van culturele en politieke verscheidenheid in de samenleving. Aan relevantie hebben die thema's in ieder geval niet ingeboet.
Comité Erasmusprijs omschrijft Adam Michnik als volgt "Adam Michnik verkent in zijn essays de ruimte tussen heroïstiek en verraad, tussen activisme en collaboratie en laat zien hoe hij de kunst van het compromis en tolerantie eigen heeft gemaakt."

## Prijzen en onderscheidingen
- Polcul Stichting Award (1980)
- Robert F. Kennedy mensenrechten Award (1986)
- Cena Pelikán 2007 (Tsjechië, Listy)
- Prijswinnaar van de Prix de la Liberte van de Franse PEN-Club (1988)
- Europa-Man van het jaar (1989)
- Prijs van het tijdschrift La Vie sjofar Award (1991)
- Prijs toegekend door nationale Joodse comité op de prijs van de vereniging van Europese journalisten (1995)
- Imre Nagy medaille organisatie voor veiligheid en samenwerking in Europa prijs voor democratie en journalistiek (ScoutingMei 1996)
- Orde van Bernardo O'Higgins (1998)
- Francisco Cerecedo Journalist Prize (1999)
- Een van de 50 World Press Freedom Heroes of the International Press Institute[2]
- Kruis van de orde van verdienste van de Bondsrepubliek Duitsland (2001)
- Erasmusprijs (Nederland, 2001)
- Doctoraat Honoris Causa aan de New School for Social Research, Universiteit van Minnesota, Connecticut College, Universiteit van Michigan Ridder
- Van het legioen van eer (Frankrijk 2003)
- Door Financial Times genoemd als een van de 20 meest invloedrijke journalisten in de wereld.
- Professor in de Kiev-Mohylan de Academie (1 September 2006).
- Dan David Prize award 2006 beschermheer van de Media juridische verdediging initiatief doctoraat Honoris Causa Karelsuniversiteit, Praag (Tsjechische Republiek) 2010 ontvanger van de Hanno R. Ellenbogen burgerschap Award
- Goethe-Medaille (2011)
- Doctoraat Honoris Causa Klaipėda Universiteit, Klaipėda (Litouwen), 2012

### Vertaalde publicaties
- 1979: L'Église et la gauche: le dialogue polonais
- 1983: Penser la Pologne: morale et politique de la résistance
- 1985: Letters from prison and other essays
- 1998: Letters from freedom: post-cold war realities and perspectives
- 2001: Uit de belegerde stad: essays (uitgeverij De Bezige Bij)
- 2011: In Search of lost meaning the new eastern Europe